# Aramon (Gard)
Pour les articles homonymes, voir Aramon.
Pour l’article ayant un titre homophone, voir Haramont.
Aramon ou Aramoun (en provençal, selon la norme mistralienne) est une commune française située dans l'est du département du Gard, en région Occitanie.
Exposée à un climat méditerranéen, elle est drainée par le Rhône et par un autre cours d'eau. La commune possède un patrimoine naturel remarquable : un site Natura 2000 (« le Rhône aval ») et deux zones naturelles d'intérêt écologique, faunistique et floristique.
Aramon est une commune rurale qui compte 4 082 habitants en 2022, après avoir connu une forte hausse de la population depuis 1962. Elle est dans l'unité urbaine d'Aramon et fait partie de l'aire d'attraction d'Avignon. Ses habitants sont appelés les Aramonais ou  Aramonaises.
Le patrimoine architectural de la commune comprend huit immeubles protégés au titre des monuments historiques : l'hôtel de ville, classé en 1907, l'hôtel Sauvan, classé en 1976, la halle, inscrite en 1984, les arènes d'Aramon, inscrites en 1993, le château, inscrit en 1995, l'hôtel de Laudun, inscrit  en 1997, l'église Saint-Pancrace, inscrite en 2007, et la tour du Bréchet, inscrite en 2016.

## Géographie

### Localisation
Commune du Gard située en bordure du Rhône, le village se situe à 13 km d'Avignon dans le Vaucluse et 31 km de Nîmes.

### Communes limitrophes
Les communes limitrophes sont  Barbentane, Boulbon, Domazan, Les Angles, Saint-Pierre-de-Mézoargues, Saze, Théziers et Vallabrègues.
| Les Angles                 | Saze                                          | Domazan              |
| Théziers                   | Aramon                                        | Barbentane           |
| Boulbon (Bouches-du-Rhône) | Saint-Pierre-de-Mézoargues (Bouches-du-Rhône) | Le Rhône, Barbentane |

### Géologie et relief
Le village est repérable de très loin dans le paysage par la présence d'une centrale thermique qui possède une cheminée haute de 250 mètres. À mi-distance d'Avignon et de Beaucaire, le village d'Aramon s'étale en amphithéâtre au pied de son château construit sur un éperon rocheux. Offrant de tout temps un abri sûr aux navigateurs, le village développe dès l'époque romaine une activité portuaire qui atteint son apogée au XVIIe siècle. Huile, vins, sel, céréales partaient d'Aramon vers la France entière. En 2023, la centrale a été démolie.

### Climat
Pour des articles plus généraux, voir Climat de l'Occitanie et Climat du Gard.
En 2010, le climat de la commune est de type climat méditerranéen franc, selon une étude s'appuyant sur une série de données couvrant la période 1971-2000. En 2020, Météo-France publie une typologie des climats de la France métropolitaine dans laquelle la commune est exposée à un climat méditerranéen et est dans la région climatique Provence, Languedoc-Roussillon, caractérisée par une pluviométrie faible en été, un très bon ensoleillement (2 600 h/an), un été chaud (21,5 °C), un air très sec en été, sec en toutes saisons, des vents forts (fréquence de 40 à 50 % de vents > 5 m/s) et peu de brouillards.
Pour la période 1971-2000, la température annuelle moyenne est de 14,3 °C, avec une amplitude thermique annuelle de 17,7 °C. Le cumul annuel moyen de précipitations est de 692 mm, avec 5,9 jours de précipitations en janvier et 2,8 jours en juillet. Pour la période 1991-2020, la température moyenne annuelle observée sur la station météorologique la plus proche, située sur la commune de Pujaut à 15 km à vol d'oiseau, est de 14,6 °C et le cumul annuel moyen de précipitations est de 672,8 mm,. Pour l'avenir, les paramètres climatiques de la commune estimés pour 2050 selon différents scénarios d'émission de gaz à effet de serre sont consultables sur un site dédié publié par Météo-France en novembre 2022.

### Milieux naturels et biodiversité

#### Réseau Natura 2000

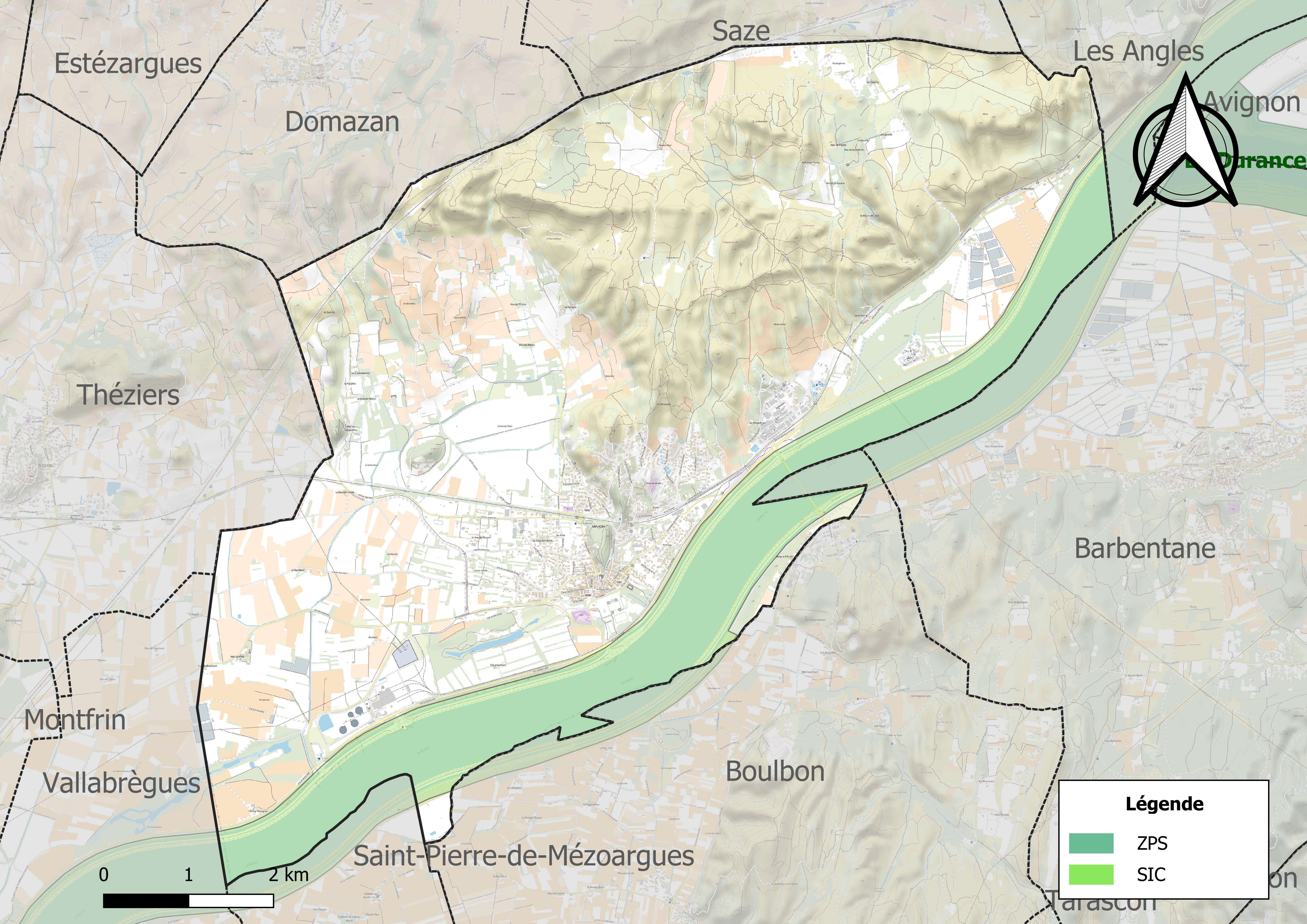
Site Natura 2000 sur le territoire communal.

Le réseau Natura 2000 est un réseau écologique européen de sites naturels d'intérêt écologique élaboré à partir des directives habitats et oiseaux, constitué de zones spéciales de conservation (ZSC) et de zones de protection spéciale (ZPS).
Un site Natura 2000 a été défini sur la commune au titre de la directive habitats : « le Rhône aval », d'une superficie de 12 579 ha0.

#### Zones naturelles d'intérêt écologique, faunistique et floristique
L’inventaire des zones naturelles d'intérêt écologique, faunistique et floristique (ZNIEFF) a pour objectif de réaliser une couverture des zones les plus intéressantes sur le plan écologique, essentiellement dans la perspective d’améliorer la connaissance du patrimoine naturel national et de fournir aux différents décideurs un outil d’aide à la prise en compte de l’environnement dans l’aménagement du territoire.
Une ZNIEFF de type 1 est recensée sur la commune :
« Aramon et Théziers » (783 ha), couvrant 3 communes du département et une ZNIEFF de type 2, : 
« le Rhône et ses canaux » (3 879 ha), couvrant 15 communes du département.

Carte des ZNIEFF de type 1 et 2 à Aramon.
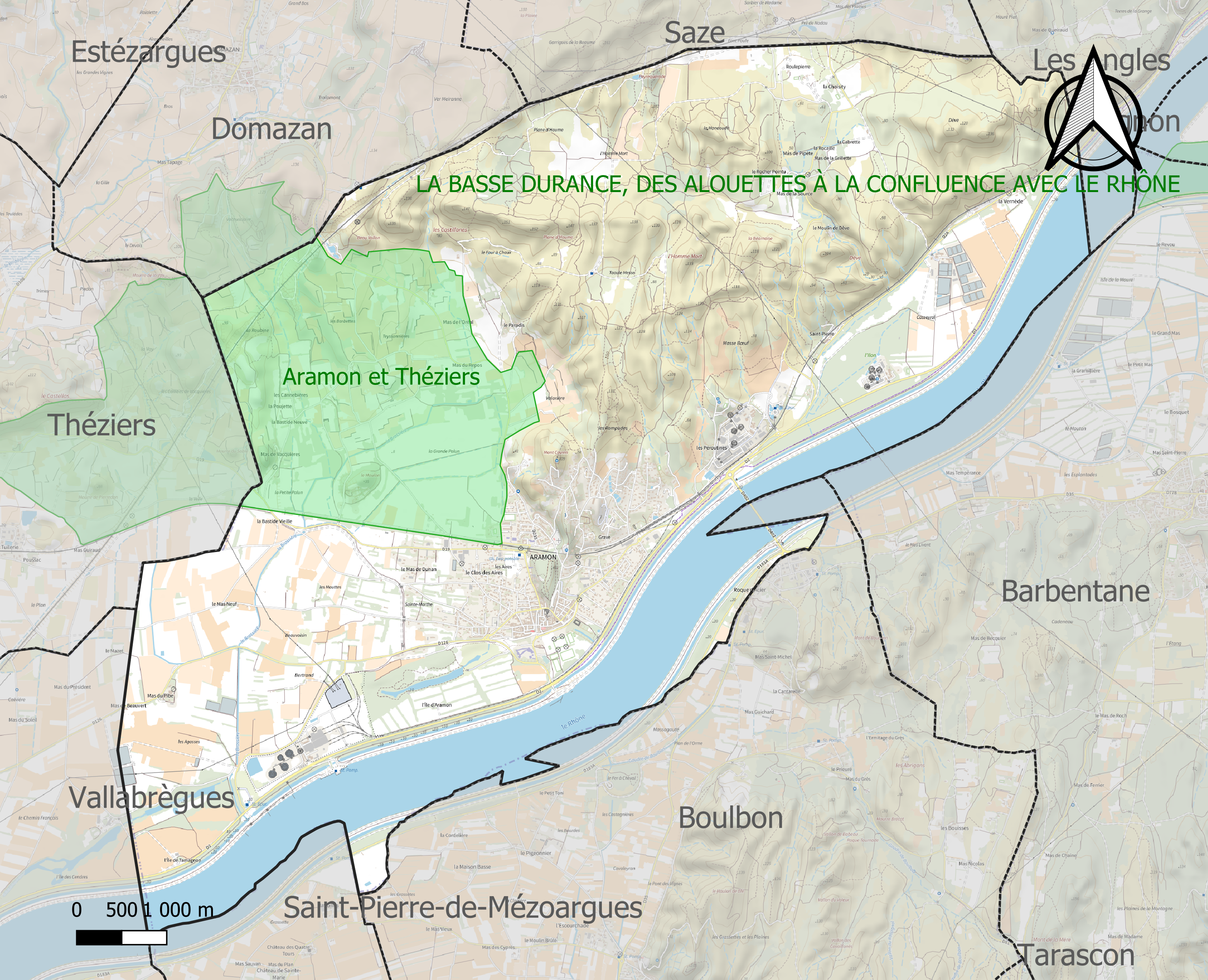
Carte de la ZNIEFF de type 1 sur la commune.
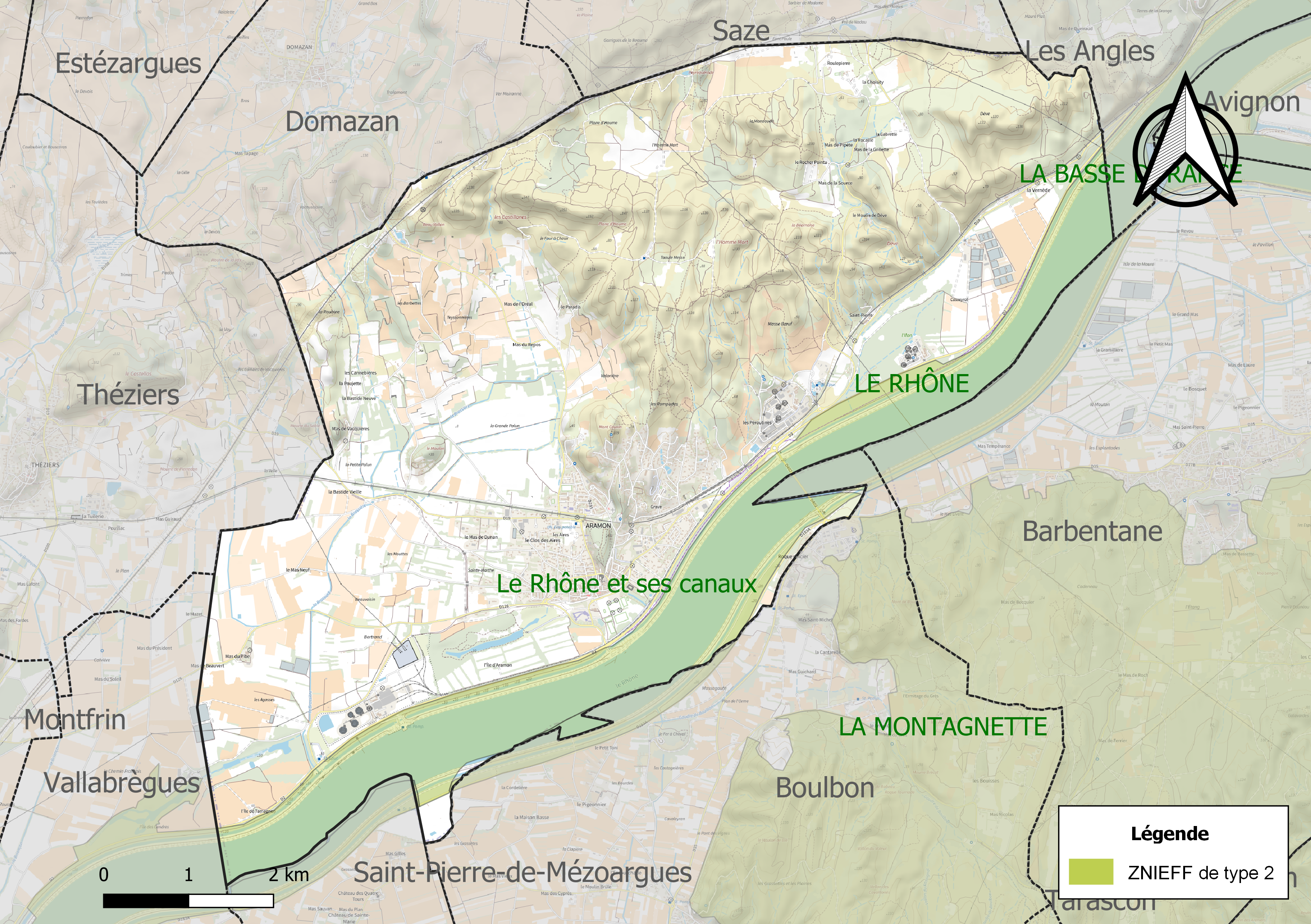
Carte de la ZNIEFF de type 2 sur la commune.

## Urbanisme

### Typologie
Au 1er janvier 2024, Aramon est catégorisée bourg rural, selon la nouvelle grille communale de densité à sept niveaux définie par l'Insee en 2022.
Elle appartient à l'unité urbaine d'Aramon, une unité urbaine monocommunale constituant une ville isolée,. Par ailleurs la commune fait partie de l'aire d'attraction d'Avignon, dont elle est une commune de la couronne,. Cette aire, qui regroupe 48 communes, est catégorisée dans les aires de 200 000 à moins de 700 000 habitants,.

### Occupation des sols

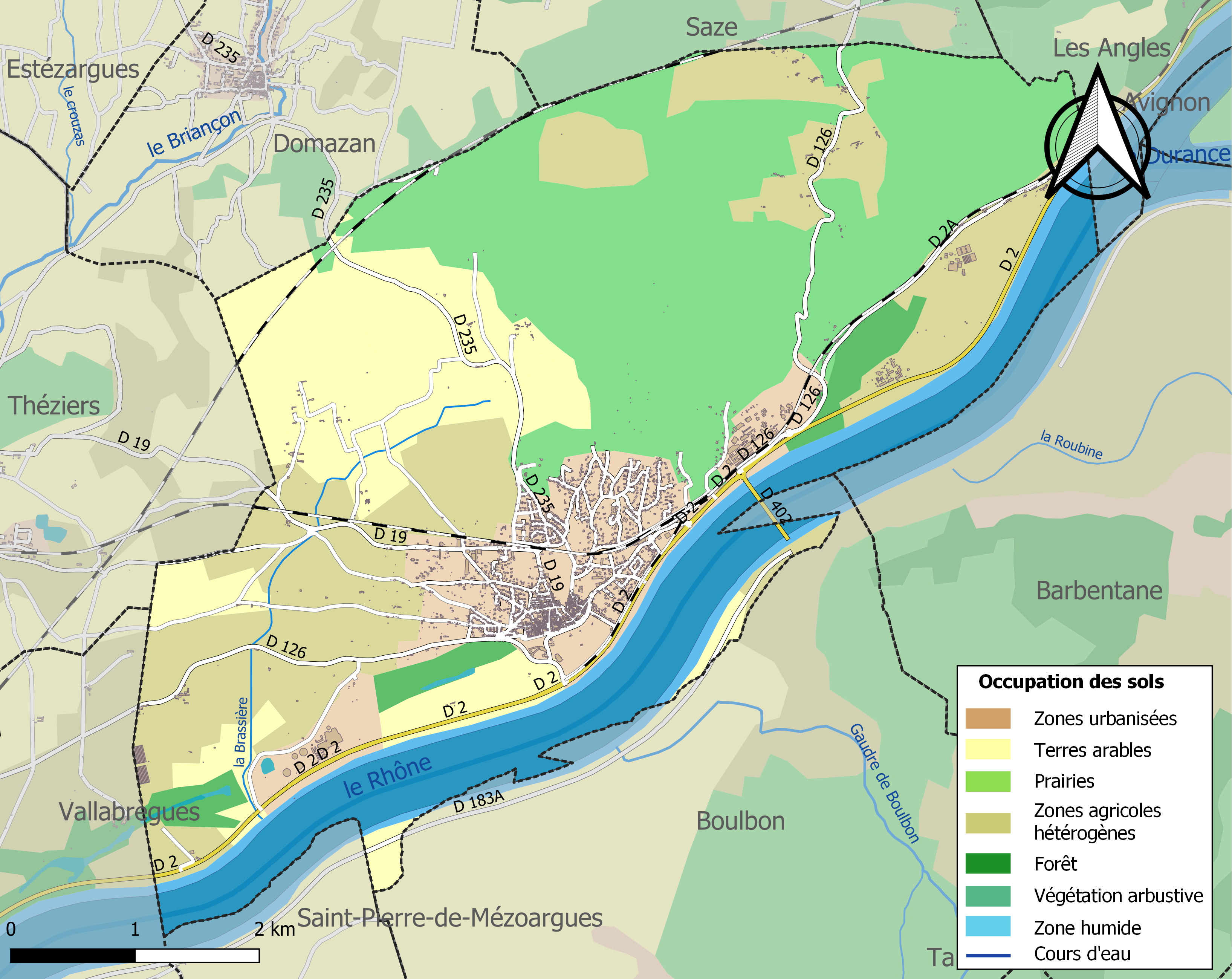
Carte des infrastructures et de l'occupation des sols de la commune en 2018 (CLC).

L'occupation des sols de la commune, telle qu'elle ressort de la base de données européenne d’occupation biophysique des sols Corine Land Cover (CLC), est marquée par l'importance des territoires agricoles (40,5 % en 2018), une proportion sensiblement équivalente à celle de 1990 (41,3 %). La répartition détaillée en 2018 est la suivante : 
milieux à végétation arbustive et/ou herbacée (30,8 %), zones agricoles hétérogènes (23,3 %), cultures permanentes (17,2 %), eaux continentales (14,1 %), zones urbanisées (8,3 %), zones industrielles ou commerciales et réseaux de communication (3,3 %), forêts (3 %). L'évolution de l’occupation des sols de la commune et de ses infrastructures peut être observée sur les différentes représentations cartographiques du territoire : la carte de Cassini (XVIIIe siècle), la carte d'état-major (1820-1866) et les cartes ou photos aériennes de l'IGN pour la période actuelle (1950 à aujourd'hui).

### Risques majeurs
Le territoire de la commune d'Aramon est vulnérable à différents aléas naturels : météorologiques (tempête, orage, neige, grand froid, canicule ou sécheresse), inondations, feux de forêts et séisme (sismicité modérée). Il est également exposé à trois risques technologiques, le transport de matières dangereuses et  le risque industriel et la rupture d'un barrage. Un site publié par le BRGM permet d'évaluer simplement et rapidement les risques d'un bien localisé soit par son adresse soit par le numéro de sa parcelle.

#### Risques naturels
La commune fait partie du territoire à risques importants d'inondation (TRI) d'Avignon – plaine du Tricastin – Basse vallée de la Durance, regroupant 90 communes du bassin de vie d'Avignon, Orange et de la basse vallée de la Durance, un des 31 TRI qui ont été arrêtés fin 2012 sur le bassin Rhône-Méditerranée. Il a été retenu au regard des risques de débordements du Rhône, de la Durance, de la Cèze, du Lez (84), de l'Ardèche, de l'Eygues, du Rieu (Foyro), de la Meyne, de l'Ouvèze, des Sorgues, des rivières du Sud-Ouest du mont Ventoux, de la Nesque, du Calavon et de l'Èze. Les crues récentes significatives sont celles d'octobre 1993 (Rhône-Lez), de janvier et novembre 1994 (Rhône, Durance, Calavon, Ouvèze), de décembre 1997, de  novembre 2000, de mai 2008 (Durance), de décembre 2003 (Rhône, Calavon), de septembre 1992 (Ouvèze), de septembre 2002 et de 2003 (Aygue, Rieu Foyro), de septembre 1958, de septembre 1992 (Ardèche), de septembre 1993 (Èze). Des cartes des surfaces inondables ont été établies pour trois scénarios : fréquent (crue de temps de retour de 10 ans à 30 ans), moyen (temps de retour de 100 ans à 300 ans) et extrême (temps de retour de l'ordre de 1 000 ans, qui met en défaut tout système de protection),. La commune a été reconnue en état de catastrophe naturelle au titre des dommages causés par les inondations et coulées de boue survenues en 1982, 1987, 1991, 1993, 1994, 2002, 2003, 2010 et 2011,.

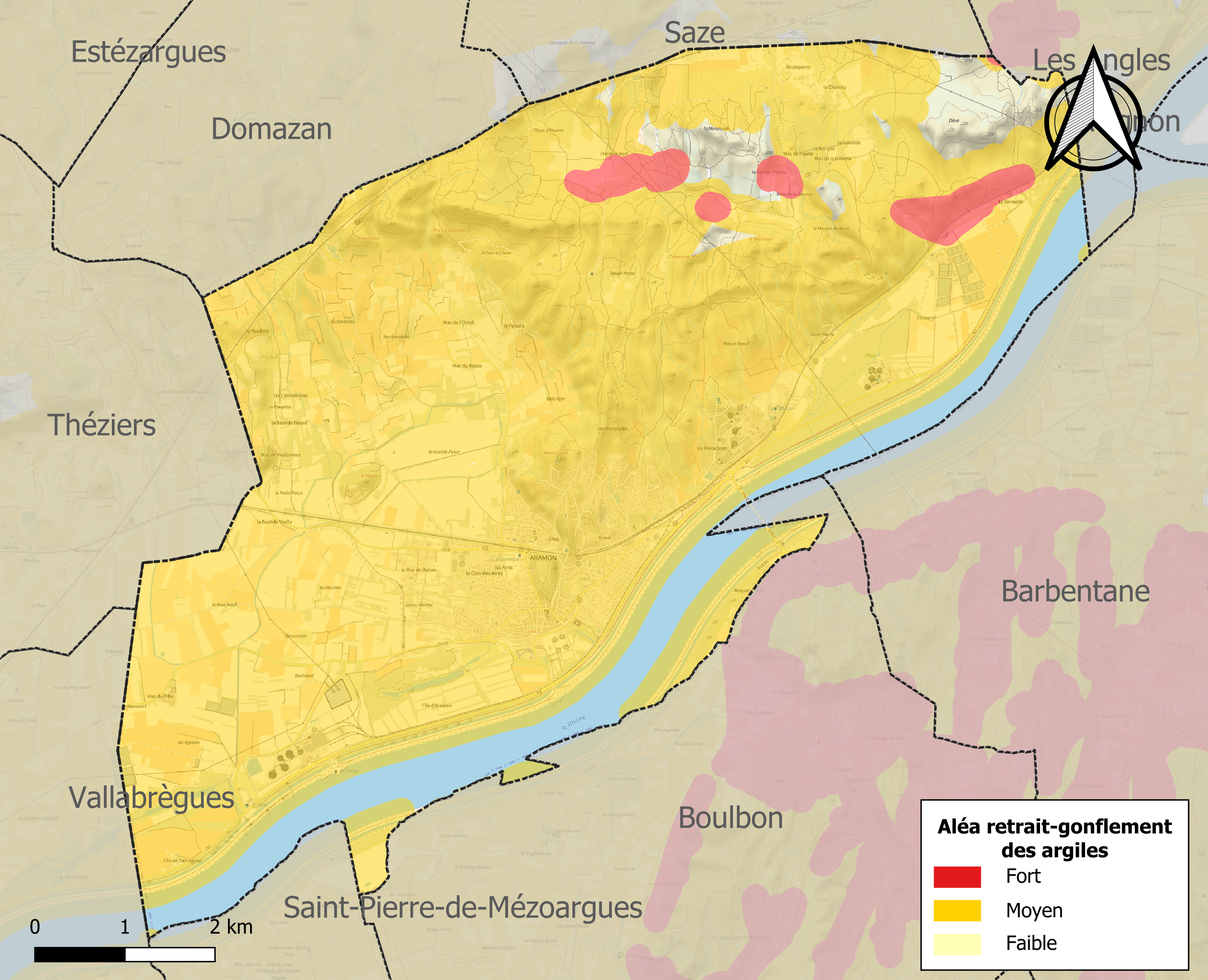
Carte des zones d'aléa retrait-gonflement des sols argileux d'Aramon.

Le retrait-gonflement des sols argileux est susceptible d'engendrer des dommages importants aux bâtiments en cas d’alternance de périodes de sécheresse et de pluie. 89,5 % de la superficie communale est en aléa moyen ou fort (67,5 % au niveau départemental et 48,5 % au niveau national). Sur les 1 499 bâtiments dénombrés sur la commune en 2019, 1499 sont en aléa moyen ou fort, soit 100 %, à comparer aux 90 % au niveau départemental et 54 % au niveau national. Une cartographie de l'exposition du territoire national au retrait gonflement des sols argileux est disponible sur le site du BRGM,.
Par ailleurs, afin de mieux appréhender le risque d’affaissement de terrain, l'inventaire national des cavités souterraines permet de localiser celles situées sur la commune.

#### Risques technologiques
La commune est exposée au risque industriel du fait de la présence sur son territoire d'une entreprise soumise à la directive européenne SEVESO.
Le risque de transport de matières dangereuses sur la commune est lié à sa traversée par des infrastructures routières ou ferroviaires importantes ou la présence d'une canalisation de transport d'hydrocarbures. Un accident se produisant sur de telles infrastructures est en effet susceptible d’avoir des effets graves au bâti ou aux personnes jusqu’à 350 m, selon la nature du matériau transporté. Des dispositions d’urbanisme peuvent être préconisées en conséquence.
La commune est en outre située en aval du barrage de Sainte-Cécile-d'Andorge, un ouvrage de classe A doté d'un PPI. À ce titre elle est susceptible d’être touchée par l’onde de submersion consécutive à la rupture de cet ouvrage.

## Toponymie
Paul Fabre donne comme origine du nom du village le nom de personne germanique Aramund. Ce nom est lui-même formé de deux composantes, dont la seconde paraît de signification assurée (mund, « protection ») tandis que la première pourrait représenter ara, « aigle », era, « honneur » ou bien encore hari, « armée »,. Selon cette hypothèse, ce nom se serait donc attaché à ce lieu au cours de la période wisigothique ou franque, entre les Ve et Xe siècles de notre ère.
Cependant, la découverte à Collias, sur le site du sanctuaire antique de la Combe de l'Ermitage, d'une plaque de pierre dédiée au dieu Aramo conduit Michel Christol, Jean-Luc Fiches et Dominique Rabay à rapprocher le nom d'Aramon de celui de cette divinité indigène, dont cette dédicace, qu'ils proposent de dater de la seconde moitié du Ier siècle, constituerait la seule attestation épigraphique. Le nom d'Aramon daterait donc au moins de la période gallo-romaine, voire d'une période antérieure.

## Histoire
(juillet 2020).
Si vous disposez d'ouvrages ou d'articles de référence ou si vous connaissez des sites web de qualité traitant du thème abordé ici, merci de compléter l'article en donnant les références utiles à sa vérifiabilité et en les liant à la section « Notes et références ».

### Préhistoire et Antiquité
La présence humaine lors de la Préhistoire est attestée par les découvertes archéologiques de vestiges des premiers âges (outils taillés dans de gros galets, tessons de céramique phocéenne). L’occupation du site est certain, au pied du mont Couvin emplacement idéal, exposé au sud et protégé en partie du mistral et qui a dû attirer très tôt les populations primitives, au bord du fleuve nourricier et des Paluns, étang très poissonneux. À l’époque de la Gaule transalpine les Volques Arekomiques s’y établirent, leur capitale étant Nîmes, ils étaient d’origine celtique.
Les découvertes anciennes, inscriptions, épitaphes et leurs exégèses ont fait supposer l’existence d’une agglomération pré-romaine et romaine, peut-être même au deuxième âge du fer. L'un des témoignages les plus anciens en est l’inscription découverte à Collias, consistant en une dédicace au dieu Aramo (Aramoni au datif singulier, dans le texte latin de cette dédicace, cf. supra Toponymie). L'inscription dédiée par Sabinianus aux utriculaires d’Aramon est aujourd'hui regardée comme un faux du XVIIIe siècle. Les découvertes récentes sur le site du Paradis et la nécropole du Ier siècle avant notre ère, par l’importance des mobiliers trouvés, viennent conforter l’idée de cette occupation. Hellénisation ou romanisation, les découvertes nous font imaginer le rôle de Marseille dans les propagations des coutumes et des techniques de ces peuples.

### Moyen Âge
Après de longues persécutions dans l’Empire romain, le christianisme aurait pénétré Aramon au commencement du IVe siècle avec la tolérance de l’empereur des Gaules Constance-Chlore, dont la première femme Hélène, était chrétienne. Son fils Constantin proclame en 313 à Milan un édit établissant la liberté de culte. Aramon fut alors sous la juridiction des évêques de Nîmes. Les limites des premiers diocèses étaient calquées sur celle du gouvernement civil.
Les invasions successives des Visigoths, des Sarrasins, des Normands et des Hongrois n’épargnèrent pas le pays, bâti sur les bords du Rhône, une des grandes routes d’alors. Au temps de l’usurpation de la Provence par les empereurs du Saint-Empire germanique au Xe siècle, Aramon devient une des portes du Languedoc, du fait de son port et de la facilité de traverser le fleuve sous ses murs, d’où l’intérêt porté par les rois de France pour ce site, qui faisait partie du royaume de France. En effet par le traité de Paris de 1229, le comte Raymond VII de Toulouse céda au roi Saint Louis le Languedoc, dont Aramon faisait partie.
Les seigneurs rendaient hommage au roi et leurs pouvoirs consistaient en justice haute, moyenne et basse. Ceux d’Aramon étaient répartis entre le roi et les co-seigneurs en 24 parts suivant une convention. Ce pariage établissait la protection du plus puissant au plus faible en échange des revenus de la seigneurie. Dès le milieu du XVe siècle on trouve cinq familles nobles en possession de trois parties de la juridiction basse. Ce sont les co-seigneurs jouissant de droit de privilèges effectifs ou honorifiques et ce jusqu’au XVIIIe siècle. Ces familles étaient les Posquières, les Laudun, les Joussaud, les Du Jardins et les Malavettes. De 1547 à 1566, Diane de Poitiers, duchesse du Diois et Valentinois fut seigneur d’Aramon.
La richesse d’Aramon était due à son port sur le Rhône avec la proximité d’Avignon et des terres papales, et celle de Beaucaire dont la célèbre foire attirait l’Europe marchande. Un péage situé sur l’Ile de Carlamejean, face au village, obligeait les bateliers à payer une taxe sur les marchandises transportées, et en particulier sur le sel qui voyageait des salins de Camargue jusqu’en Savoie. Cette taxe se partageait entre le roi et les co-seigneurs.

### Époque moderne
Aramon souffre terriblement du conflit entre catholiques et protestants. La ville change de mains plusieurs fois. Les protestants qui y étaient établis sont chassés en 1563. Ils reviennent avec mille soldats cernant la ville (on peut voir les traces de balles sur les murs de la clastre).
En 1567, les protestants sont chassés, et une garnison catholique de 60 soldats s’installe alors dans la ville. Sous Sully de 1589 à 1610, la population s’accroît, puis sous Colbert, grâce à sa politique énergétique, la richesse d’Aramon est alors grande grâce à son port, et à l’amélioration des voies de communication. La foire de la Saint-Martin est créée en 1703. Elle existe encore de nos jours.
En 1629, la peste revient et dure 7 mois. Le pays fut ravagé au point de perdre les 2/3 de ses habitants. À la suite de ce fléau, tout semble accabler le village : les inondations, un hiver terrible qui vit geler les oliviers, richesse du pays, la misère pour les habitants.

### Époque contemporaine

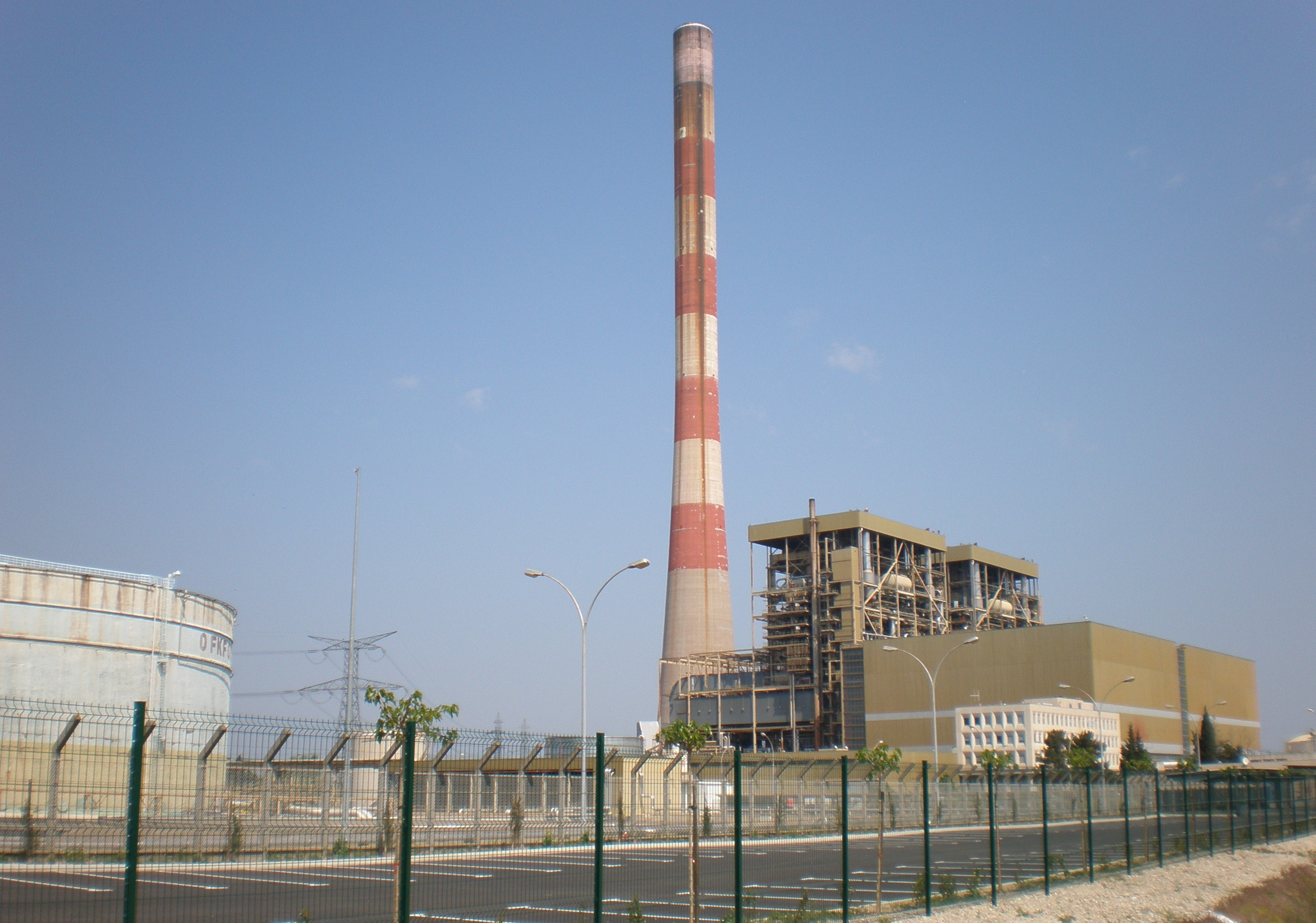
La centrale thermique EDF d'Aramon dont la cheminée, qui culmine à 250 mètres de haut, constitue la plus haute structure de la région Languedoc-Roussillon.

Avec Napoléon, et bien que n’étant pas bonapartiste, Aramon retrouve peu à peu sa prospérité. Mais de nouveau, les catastrophes fondent sur le village : tragiques inondations, nombreux incendies, hiver rude et terrible qui détruisit ce qui restait des oliviers et une grande partie des récoltes. Après les terribles inondations de 1856, les digues établies par Pitot sur les anciens remparts furent exhaussées et on construisit le magnifique quai en pierre.
La création de la ligne de chemin de fer de Nîmes au Teil en 1878 fut le départ de la nouvelle prospérité d’Aramon. La culture des céréales fit place aux cultures maraichères et fruitières. Un marché quotidien d’avril à novembre fut créé. L’artisanat aussi prospéra avec des ateliers de vannerie utilisant l’osier récolté sur les îles du bord du Rhône, et aussi une chaiserie. L’évolution des techniques à la fin du XIXe siècle fit péricliter des industries et le village connut l’exode de sa population active.
Aramon paiera un lourd tribut à la guerre de 1914-1918. Il souffrira des traditionnelles inondations dont les plus destructrices furent celles de 1856 et 1935, et des hivers rigoureux dont celui de 1956 qui vit la perte de tous les oliviers.
La prospérité ne reviendra qu’au XXe siècle avec l’établissement de la nouvelle industrie. Ainsi viennent tour à tour les laboratoires pharmaceutiques : Sanofi, Expansia, l’énergie avec la centrale thermique EDF, l’emballage avec la société Escudier, la sélection des graines avec la société Rijk Zwann, d’où un accroissement de la population de 1 800 habitants en 1954 à 3 800 habitants en 2002. Le bras du Rhône qui jusqu’à la fin du XIXe siècle était navigable, devant le port d’Aramon, au fil du temps s’ensabla, rejetant la navigation vers la rive gauche. En 1968, les travaux gigantesques de la Compagnie Nationale du Rhône, en canalisant le fleuve et en utilisant son énergie pour produire de l’électricité, mirent le village à l’abri de la fureur du Rhône, qui longtemps et périodiquement le ravageait. Le pont suspendu qui avait remplacé le bac en 1900 et avait été détruit le 15 août 1944 par 5 vagues successives de bombardiers, fut reconstruit et inauguré le 20 février 1971.

## Politique et administration

### Liste des maires

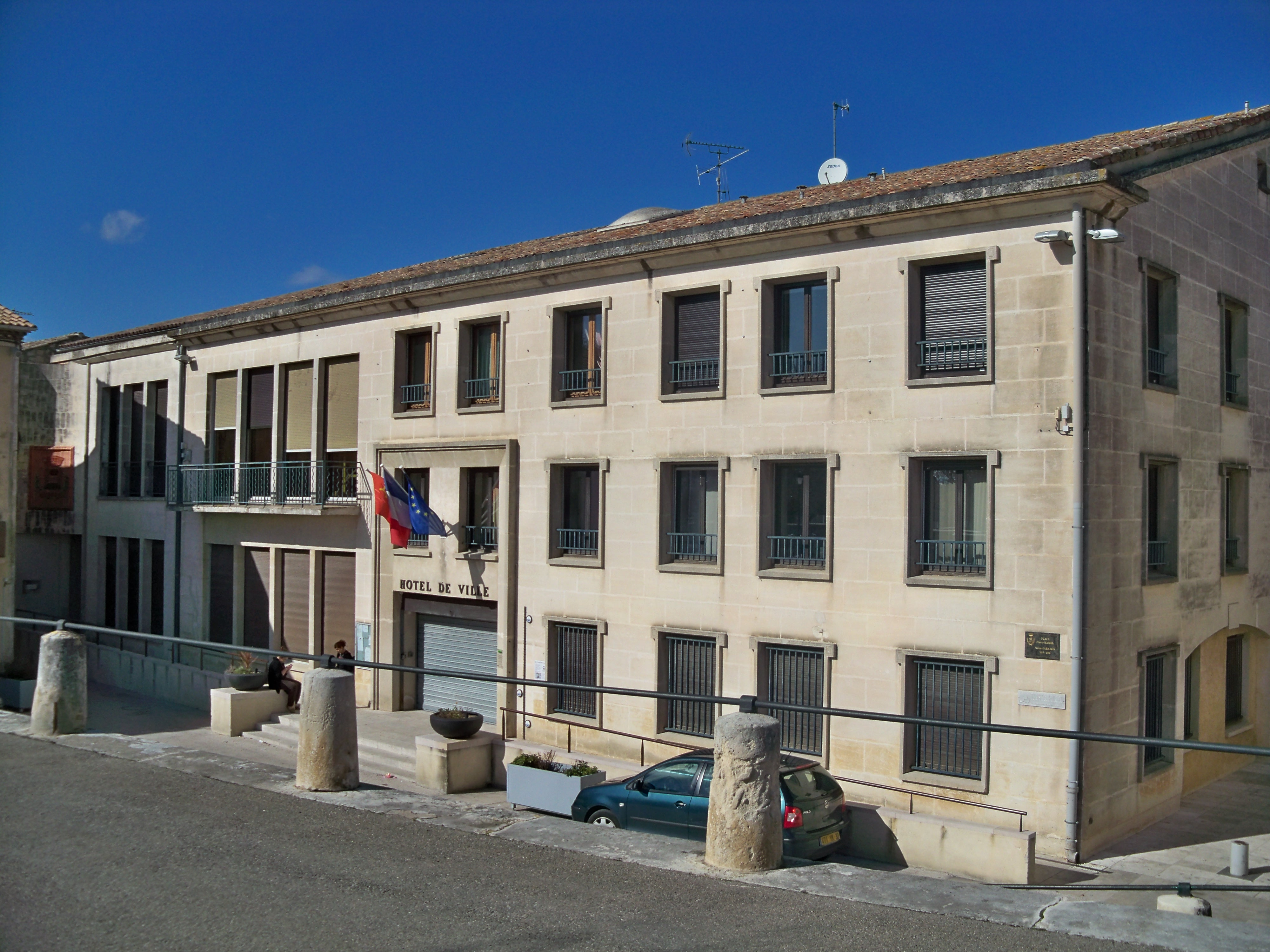
Mairie d'Aramon.

| Période      | Période      | Identité                                                   | Étiquette | Qualité                                                                        |
| ------------ | ------------ | ---------------------------------------------------------- | --------- | ------------------------------------------------------------------------------ |
| XIXe siècle  | ?            | Pierre Philippe Auguste Antoine de Sauvan Marquis d'Aramon |           | Pair de France, propriétaire Conseiller général du Canton d'Aramon (1833-1848) |
| 1955         | 2000         | Pierre Ramel                                               | DVG       |                                                                                |
| 2000         | mars 2001    | Elie Gonnet                                                |           |                                                                                |
| mars 2001    | mars 2008    | Jean Mahieu                                                | DVG       |                                                                                |
| mars 2008    | juillet 2020 | Michel Pronesti                                            | PCF       | Retraité                                                                       |
| juillet 2020 | avril 2022   | Jean-Marie Rosier                                          | DVG       | Décédé en fonction                                                             |
| avril 2022   | En cours     | Pascale Prat                                               |           |                                                                                |

### Budget et fiscalité 2016
En 2016, le budget de la commune était constitué ainsi :
- total des produits de fonctionnement : 5 944 000 €, soit 1 480 € par habitant ;
- total des charges de fonctionnement : 5 111 000 €, soit 1 273 € par habitant ;
- total des ressources d’investissement : 1 661 000 €, soit 414 € par habitant ;
- total des emplois d’investissement : 1 532 000 €, soit 381 € par habitant.
- endettement : 2 162 000 €, soit 538 € par habitant.

Avec les taux de fiscalité suivants :
- taxe d’habitation : 4,34 % ;
- taxe foncière sur les propriétés bâties : 11,23 % ;
- taxe foncière sur les propriétés non bâties : 29,19 % ;
- taxe additionnelle à la taxe foncière sur les propriétés non bâties : 0,00 % ;
- cotisation foncière des entreprises : 19,88 %.

## Population et société

### Démographie
L'évolution du nombre d'habitants est connue à travers les recensements de la population effectués dans la commune depuis 1793. Pour les communes de moins de 10 000 habitants, une enquête de recensement portant sur toute la population est réalisée tous les cinq ans, les populations de référence des années intermédiaires étant quant à elles estimées par interpolation ou extrapolation. Pour la commune, le premier recensement exhaustif entrant dans le cadre du nouveau dispositif a été réalisé en 2006.

En 2022, la commune comptait 4 082 habitants, en évolution de −4,13 % par rapport à 2016 (Gard : +2,97 %, France hors Mayotte : +2,11 %).
| 1793  | 1800  | 1806  | 1821  | 1831  | 1836  | 1841  | 1846  | 1851  |
| ----- | ----- | ----- | ----- | ----- | ----- | ----- | ----- | ----- |
| 2 200 | 2 146 | 2 231 | 2 435 | 2 447 | 2 502 | 2 731 | 2 902 | 2 727 |

| 1856  | 1861  | 1866  | 1872  | 1876  | 1881  | 1886  | 1891  | 1896  |
| ----- | ----- | ----- | ----- | ----- | ----- | ----- | ----- | ----- |
| 2 678 | 2 716 | 2 670 | 2 653 | 2 767 | 2 759 | 2 692 | 2 735 | 2 627 |

| 1901  | 1906  | 1911  | 1921  | 1926  | 1931  | 1936  | 1946  | 1954  |
| ----- | ----- | ----- | ----- | ----- | ----- | ----- | ----- | ----- |
| 2 615 | 2 584 | 2 557 | 1 840 | 1 574 | 1 509 | 1 406 | 1 371 | 1 360 |

| 1962  | 1968  | 1975  | 1982  | 1990  | 1999  | 2006  | 2011  | 2016  |
| ----- | ----- | ----- | ----- | ----- | ----- | ----- | ----- | ----- |
| 1 454 | 1 826 | 1 951 | 3 027 | 3 344 | 3 773 | 3 869 | 3 821 | 4 258 |

| 2021  | 2022  | - | - | - | - | - | - | - |
| ----- | ----- | - | - | - | - | - | - | - |
| 4 127 | 4 082 | - | - | - | - | - | - | - |

### Enseignement
Aramon est située dans l'académie de Montpellier.

#### Écoles maternelles
Le village bénéficie de deux écoles maternelles publiques :
- École maternelle Village ;
- École maternelle des Paluns.

#### Écoles primaires
Le village compte deux écoles élémentaires publiques :
- École Élémentaire François Rabelais ;
- École Élémentaire des Paluns.

#### Collège
Le village compte un collège public :
- Collège Henri Pitot.

## Économie

### Revenus
En 2018  (données Insee publiées en septembre 2021), la commune compte 1 800 ménages fiscaux, regroupant 4 167 personnes. La médiane du revenu disponible par unité de consommation est de 21 720 € (20 020 € dans le département). 52 % des ménages fiscaux sont imposés (43,9 % dans le département).

### Emploi
|                | 2008   | 2013  | 2018   |
| -------------- | ------ | ----- | ------ |
| Commune        | 9,5 %  | 9,9 % | 10,1 % |
| Département    | 10,6 % | 12 %  | 12 %   |
| France entière | 8,3 %  | 10 %  | 10 %   |

En 2018, la population âgée de 15 à 64 ans s'élève à 2 630 personnes, parmi lesquelles on compte 74,2 % d'actifs (64,2 % ayant un emploi et 10,1 % de chômeurs) et 25,8 % d'inactifs,. Depuis 2008, le taux de chômage communal (au sens du recensement) des 15-64 ans est inférieur à celui du département, mais supérieur à celui de la France.
La commune fait partie de la couronne de l'aire d'attraction d'Avignon, du fait qu'au moins 15 % des actifs travaillent dans le pôle,. Elle compte 2 123 emplois en 2018, contre 1 986 en 2013 et 2 010 en 2008. Le nombre d'actifs ayant un emploi résidant dans la commune est de 1 711, soit un indicateur de concentration d'emploi de 124,1 % et un taux d'activité parmi les 15 ans ou plus de 56,5 %.
Sur ces 1 711 actifs de 15 ans ou plus ayant un emploi, 656 travaillent dans la commune, soit 38 % des habitants. Pour se rendre au travail, 86,8 % des habitants utilisent un véhicule personnel ou de fonction à quatre roues, 2,9 % les transports en commun, 7,1 % s'y rendent en deux-roues, à vélo ou à pied et 3,3 % n'ont pas besoin de transport (travail au domicile).

### Activités hors agriculture

#### Secteurs d'activités
318 établissements sont implantés  à Aramon au 31 décembre 2019. Le tableau ci-dessous en détaille le nombre par secteur d'activité et compare les ratios avec ceux du département,.
| Secteur d'activité                                                                                        | Commune | Commune | Département |
| Secteur d'activité                                                                                        | Nombre  | %       | %           |
| --- | ------- | ------- | ----------- |
| Ensemble                                                                                                  | 318     | 100 %   | (100 %)     |
| Industrie manufacturière, industries extractives et autres                                                | 23      | 7,2 %   | (7,9 %)     |
| Construction                                                                                              | 60      | 18,9 %  | (15,5 %)    |
| Commerce de gros et de détail, transports, hébergement et restauration                                    | 83      | 26,1 %  | (30 %)      |
| Information et communication                                                                              | 4       | 1,3 %   | (2,2 %)     |
| Activités financières et d'assurance                                                                      | 8       | 2,5 %   | (3 %)       |
| Activités immobilières                                                                                    | 5       | 1,6 %   | (4,1 %)     |
| Activités spécialisées, scientifiques et techniques et activités de services administratifs et de soutien | 58      | 18,2 %  | (14,9 %)    |
| Administration publique, enseignement, santé humaine et action sociale                                    | 43      | 13,5 %  | (13,5 %)    |
| Autres activités de services                                                                              | 34      | 10,7 %  | (8,8 %)     |

Le secteur du commerce de gros et de détail, des transports, de l'hébergement et de la restauration est prépondérant sur la commune puisqu'il représente 26,1 % du nombre total d'établissements de la commune (83 sur les 318 entreprises implantées  à Aramon), contre 30 % au niveau départemental.

#### Entreprises et commerces
Les cinq entreprises ayant leur siège social sur le territoire communal qui génèrent le plus de chiffre d'affaires en 2020 sont : 
- Rijk Zwaan France, culture de légumes, de melons, de racines et de tubercules (32 970 k€) ;
- E2Mo, ingénierie, études techniques (441 k€) ;
- Jim Holding, activités des sociétés holding (344 k€) ;
- Bureau D Étude Technique Ingenieur Conseil - Betsic, ingénierie, études techniques (200 k€) ;
- Isopacte, travaux d'isolation (195 k€) ;
- La Centrale thermique de production d'électricité (EDF) et sa cheminée.

### Agriculture
La commune est dans la vallée du Rhône, une petite région agricole occupant la frange est du département du Gard. En 2020, l'orientation technico-économique de l'agriculture  sur la commune est la culture de fruits ou d'autres cultures permanentes.
|               | 1988 | 2000 | 2010 | 2020 |
| ------------- | ---- | ---- | ---- | ---- |
| Exploitations | 90   | 69   | 35   | 26   |
| SAU (ha)      | 988  | 729  | 492  | 580  |

Le nombre d'exploitations agricoles en activité et ayant leur siège dans la commune est passé de 90 lors du recensement agricole de 1988  à 69 en 2000 puis à 35 en 2010 et enfin à 26 en 2020, soit une baisse de 71 % en 32 ans. Le même mouvement est observé à l'échelle du département qui a perdu pendant cette période 61 % de ses exploitations,. La surface agricole utilisée sur la commune a également diminué, passant de 988 ha en 1988 à 580 ha en 2020. Parallèlement la surface agricole utilisée moyenne par exploitation a augmenté, passant de 11 à 22 ha.

#### L'olive
C'est une culture ancestrale et traditionnelle. L'olivier, comme la vigne, caractérise ce paysage méditerranéen. Grâce à monsieur Picholini installé à Collias, depuis des siècles, la « picholine » a aidé à maintenir les racines méditerranéennes du pays. Elle a obtenu une Appellation d'Origine Contrôlée (AOC) qui valorise sa typicité gustative. À la suite du travail des confiseurs, elle est consommée verte. Dès le mois de décembre, au moulin, les fruits sont triturés pour en extraire l'huile qui a également obtenu une AOC. Sa notoriété lui est acquise par ses arômes fruités et son ardence typique.

#### Les vergers
Les fruits sont abondants sur ces terres argilo-calcaires : raisins, pêches, kiwis, melons, poires, tomates, cerises, pommes, abricots, figues… Mais aussi les légumes : asperges, haricots, salades, aubergines, courgettes, potirons, courges, ainsi que l'oignon de Vers-Pont-du-Gard, oignon doux qui a su garder sa typicité comme son grand frère des Cévennes. La multiplicité des productions agricoles a permis le développement d'un savoir-faire de transformation des produits : boissons à base d'abricots, de miel… des gâteaux typiques au goût de fruits…

#### L'apiculture
Dès le printemps très fleuri (acacias, thym, romarin…), les abeilles se démènent pour apporter à la ruche des nectars aux parfums caractérisés : épicé, poivré, floraux, fruité… Malgré les fortes chaleurs, l'activité apicole continue pendant l'été pour aboutir en novembre à une floraison exclusivement méditerranéenne. Celle de l'arbousier qui offre un miel intense en parfum, arôme de torréfaction et une amertume persistante.

## Culture locale et patrimoine

### Lieux et monuments

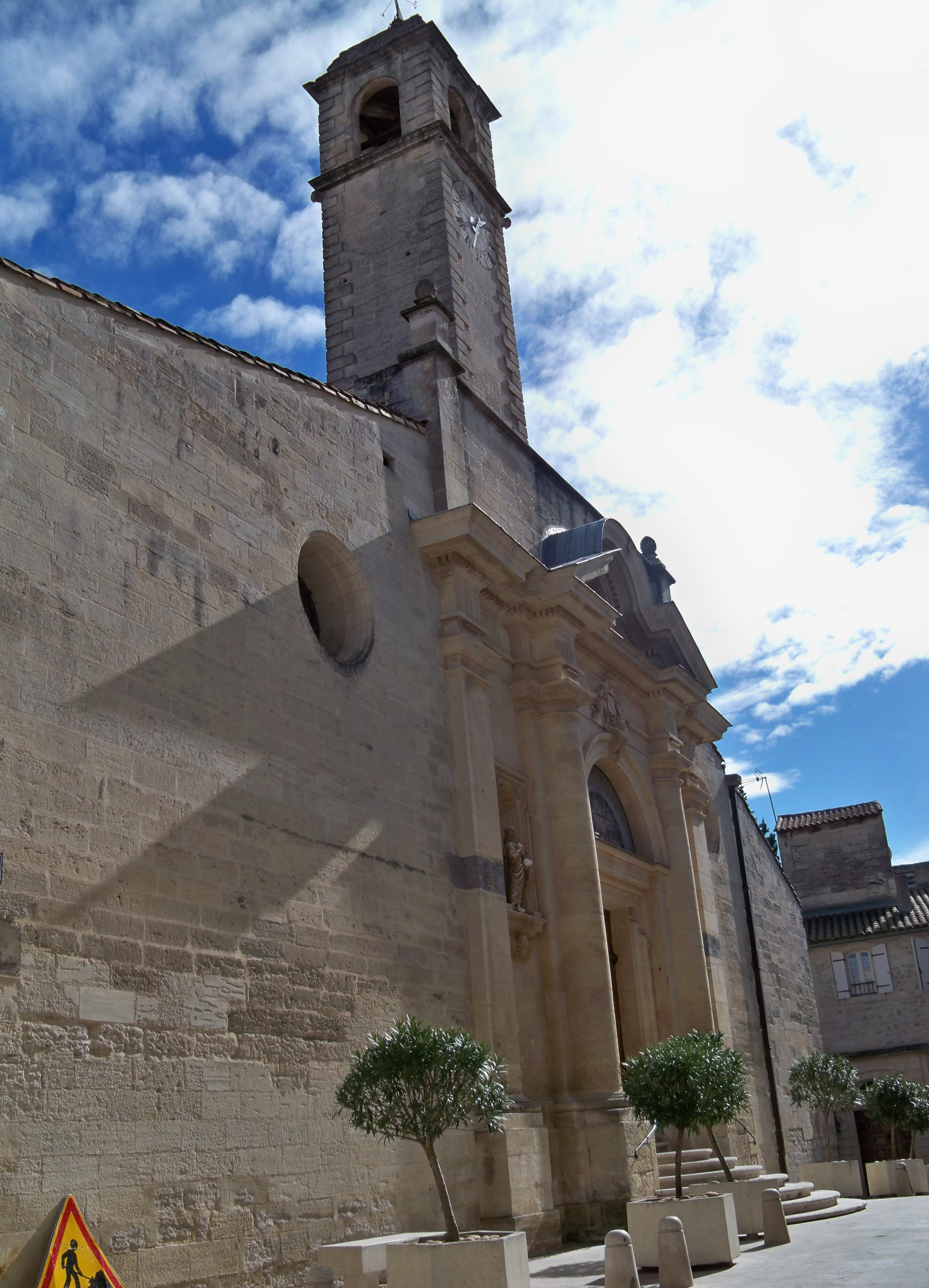
Église Saint-Pancrace.

- L'église Saint-Pancrace d'Aramon[43],[44] qui possède notamment une très ancienne cloche de 1486, et une autre de 1568, toutes deux classées au titre objet en 1911[45]. L'édifice a été inscrit au titre des monuments historiques en 2007[43]. Plusieurs objets sont référencés dans la base Palissy (voir les notices liées)[43].

- Chapelle funéraire d'Aramon.
- Chapelle Saint-Martin d'Aramon.
- Chapelle du calvaire d'Aramon.

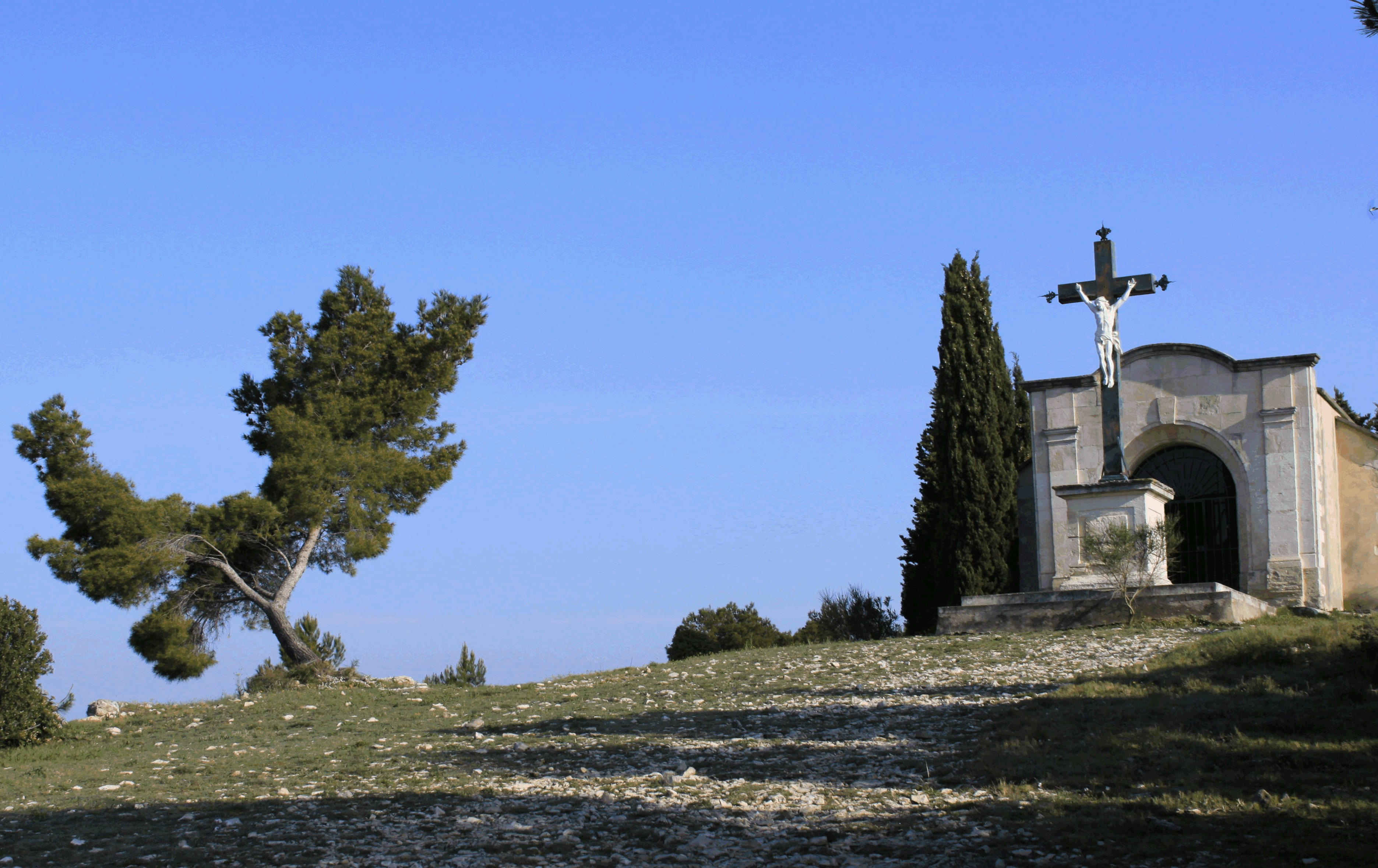
Chapelle du calvaire d'Aramon.

- La maison natale de l'ingénieur Henri Pitot célèbre par son tube : le tube de Pitot.
- Le château d'Aramon[46] et les hôtels particuliers des XVIIe et XVIIIe siècles.
  - L'hôtel Sauvan ou de Choisity[47].
  - L'hôtel de Laudun[48].
- Arènes[49].
- La tour dite du Bréchet[50].
- Ancienne halle, sur la place dite le Plagnet[51].
- Le sentier des capitelles[52] « Les capitelles d'Aramon »[53].

### Personnalités liées à la commune
- Gabriel de Luetz (1508-1553), baron et seigneur d'Aramon et de Vallabregues, ambassadeur de François Ier auprès de Soliman le Magnifique.
- Gédéon de Fay de Peraut, neveu de l'évêque d'Uzès Paul-Antoine de Fay de Peraut (vers 1580-1633), fut prieur de l'église Saint-Pancrace d'Aramon ; il fonda la chapelle de Saint-François de Sales et y fut enterré.
- Joseph Domergue, curé doyen d'Aramon de 1691 à 1728, mort à Avignon en 1729. Il est l'auteur des paroles de La Marche des rois, cantique populaire de Noël.
- Henri Pitot (1695-1771), ingénieur hydrodynamicien.
- Pierre Bondon (1716-1781), sculpteur et architecte.
- Agathe de Rambaud (1764-1853), femme de chambre de la Maison des enfants du roi Louis XVI, est morte à Aramon, au lieu-dit Dèves.
- Pierre-Philippe-Auguste-Antoine de Sauvan d'Aramon (1768-1858), militaire et homme politique.
- Jacques Laurent Gilly (1769-1829), général des armées de la République et de l'Empire.
- Émile de Saint-Auban (1858-1947), avocat et journaliste antisémite.
- François-Étienne Lahaye (1878-1949), peintre symboliste.
- Jean Rouqueirol (1933-2011), joueur et entraîneur de rugby.
- Jean-Philippe Daguerre (né en 1975), joueur de volley-ball.
- Younès Belhanda (né en 1990), footballeur.
- Shirine Boukli (née en 1999), judokate.
- Henri Tachan (1939-2023), chanteur décédé à Aramon.

### Héraldique
| Blason de Aramon (Gard) | Blason  | D'argent à une montagne de sinople sommée d'un autel antique d'or sommé d'une flamme de gueules. |
| Blason de Aramon (Gard) | Détails |                                                                                                  |